# Monte San Vito
Monte San Vito é uma comuna italiana da região dos Marche, província de Ancona, com cerca de 5 530 habitantes. Estende-se por uma área de 21 km², tendo uma densidade populacional de 263 hab/km². Faz fronteira com Chiaravalle, Jesi, Monsano, Montemarciano, Morro d'Alba, San Marcello, Senigália.

## Demografia
| Variação demográfica do município entre 1861 e 2011                               |
|                                                                                   |
| Fonte: Istituto Nazionale di Statistica (ISTAT) - Elaboração gráfica da Wikipedia |